# DU&ICH
DU&ICH (niem. Ty i Ja) – niemiecki magazyn dla gejów z siedzibą w Berlinie wydawany w latach 1969-2014.

## Historia
DU&ICH zostało założone w 1969 roku. Pierwsze wydanie ukazało się 1 października 1969 roku. Założycielem DU&ICH był Egon Manfred Strauss. Pierwszym redaktorem naczelnym był Udo J. Erlenhardt. Magazyn był najstarszym niemieckim magazynem dla gejów.
W latach 70. dla DU&ICH pracował dziennikarz Alexander Ziegler. W pierwszym dziesięcioleciu XXI w. jego rolę przejął Dirk Ludigs, a redaktorem naczelnym był Andreas Hergeth.
Później magazyn (obok innych magazynów o podobnej tematyce, takich jak Spartacus, him, DOM i ADAM) został skrytykowany za zacieranie granic między wiekiem zgody a dziećmi oraz za promowanie turystyki seksualnej (w tym z udziałem dzieci) w swoich fetyszyzujących przedstawieniach młodzieży o odmiennym niż biały kolorze skóry. Wiele z obrazów w DU&ICH niewątpliwie przedstawiało dzieci poniżej 18. roku życia, lecz w 1975 roku rząd Niemiec Zachodnich zabronił jedynie publikacji obrazów przedstawiających w jednoznacznie seksualnych pozach dzieci poniżej 14. roku życia.
Ostatni numer ukazał się w lipcu 2014 roku.